# Томиленко, Сергей Антонович
Сергей Антонович Томиленко (род. 18 марта 1976, Черкассы) — украинский журналист, редактор, общественный деятель. Заслуженный журналист Украины (2009). Председатель Национального союза журналистов Украины с 2017 года.

## Биография
Родился в Черкассах в рабочей семье. Окончил физико-математический факультет Черкасского национального университета им. Б. Хмельницкого. Выпускник Школы современной журналистики (IREX ProMedia Украина, 1998) и Школы политических студий (проект Совета Европы, 2007). Участник профессиональных учебных программ: изучал работу местных медиа в США (2000), Бельгии и Нидерландах (2000), Китае (2003), Грузии (2005). Работал на должности доцента кафедры журналистики Черкасского национального университета им. Б. Хмельницкого.
На журналистской работе с 1995 года — корреспондент, редактор отдела, заместитель главного редактора областной газеты «Молодь Черкащини» («Молодежь Черкассчины»). Был главным редактором областной социально-экономической газеты «Нова Доба» (1998—2010). Основатель и руководитель проекта Procherk.info.
Имеет квалификацию тренера по практической журналистике — выпускник программы IREX U-Media «Тренинг для тренеров». Проводит собственные семинары и тренинги по практической журналистике для региональных журналистов..
В мае 2012 года назначен на должность первого секретаря Национального союза журналистов Украины. С марта 2014-го, согласно Уставу НСЖУ, исполняет обязанности председателя Союза в связи с назначением Олега Наливайко председателем Госкомтелерадио Украины.
20 апреля 2017 года избран председателем Национального союза журналистов Украины.

## Творчество
Имеет публикации в периодике.
Один из авторов-составителей печатных изданий:
- Журналисты Черкассчины (1954—2004): Библиографический справочник / Авт.-сост. Сергей Антонович Томиленко, Григорий Владимирович Суховершко. — Черкассы: БРАМА, 2003. — 256 с. ISBN 966-8021-66-5
- «Этическая журналистика: краткое руководство по материалам тренингов „Изучение стандартов журналистской этики“». — Черкассы: Медіапрофесіонал, 2007. — 56 сек.
- «Механизмы защиты журналистов, которые проводят расследования: краткое руководство по материалам дискуссий, проведенных в региональных медиаклубах». — Черкассы: Медіапрофесіонал, 2007. — 52 сек.

## Общественная деятельность
Член Национального союза журналистов с 1999 года. В 2006—2017 годах — председатель Черкасской областной организации НСЖУ.
Член правления НСЖУ. Член общественного совета при Госкомтелерадио Украины (с 2012) и член коллегии Госкомтелерадио.
С 2013 года — постоянный представитель от НСЖУ при Комиссии по журналистской этике.
Член Черкасского областного народного совета.
Председатель редакционного совета журнала «Журналист Украины» (с 2017).
С мая 2019 года — член исполкома Европейской федерации журналистов.

## Награды, отличия
- Почётное звание «Заслуженный журналист Украины» (2009)[8].